# Desesperación (novela)
Desesperación (Desperation) es una novela de terror escrita por Stephen King y traducida para todo el mercado de habla hispana por Carlos Milla Soler. Fue publicada en 1996 al mismo tiempo que su novela espejo, escrita bajo el seudónimo de Richard Bachman, "The Regulators". Luego de 10 años, la cadena estadounidense ABC (American Broadcasting Company) realizó en 2006 una película para televisión basada en esta novela cuyo protagonista fue Ron Perlman.

## Sinopsis
En la interestatal 50, en el desértico y solitario tramo que atraviesa Nevada, un gato muerto ensartado en un cartel da la bienvenida al pequeño pueblo minero de Desesperación. Allí, un policía local poseído por un perverso ser se ha erigido en autoridad suprema y sanguinaria, y elige sus víctimas entre los escasos vehículos que circulan por carretera. Aquellos que mueren rápidamente son en realidad los más afortunados, ya que para los supervivientes Desesperación se convertirá en el escenario de una horrenda pesadilla.

## Personajes
El Policía (Collie Entragian): El policía de Desesperación, que bajo el oscuro secreto que cubre a la antigua Mina de los Chinos, es llevado a la locura y comete atrocidades inimaginables; sin embargo solo es una marioneta más de TAK.
David Carver: Un jovencito que ha aprendido una verdad universal: Dios es cruel. Se trata del personaje con mayor entereza de todo el libro. Es el personaje más complejo del libro, y cumpliendo una promesa va más allá de sus propias posibilidades.
Padres de David: Son personajes secundarios, están un poco como para poder explicar lo que hace David en medio del desierto.
John Marinville: Uno de los novelistas más importantes del mundo, y una vez premio nacional de literatura. Se trata de una celebridad americana ya entrada en la cincuentena y que aspira a ganar el Premio Nobel de Literatura. Está por la interestatal porque tiene la idea de escribir un libro sobre su viaje de costa a costa a través de los Estados Unidos (viaje que hace montado en una Harley). Es un personaje bastante miedoso, pero de los pocos que mirar la situación fríamente. El escéptico, que llega realmente a cumplir el mandato de Dios.
Tom Billingsley: Veterinario de Desesperación. Está ya encerrado en la celda cuando los demás personajes llegan allí. Hasta que no avanza bastante el libro se trata del único personaje que estaba en el pueblo cuando se desencadenaron los hechos que dieron origen a la historia, aporta un poco hablando sobre la mina de los chinos , lugar vital para entender la historia. 
Steve Ames: Un hombre para todo. Sigue a John en camión para acompañarle en el viaje y estar atento a cualquier incidente en el que pueda meterse. Es un hombre práctico (es lo que tiene organizar conciertos de rock) e intenta hacer las cosas todo lo bien que puede.
Cynthia Smith: Es una chica joven a la que Steve recoge mientras hace autostop. Es una mujer despierta y se conecta con el hombre que la recoge.
Mary Jackson: Ella y su marido iban por la carretera (su marido es la segunda baja del libro cronológicamente hablando, pero aun así es la primera en ser mencionada). Se sobrepone como puede a la muerte de su marido e intenta sobrevivir a toda costa.

## Premios
Premios: Premio Locus, 1997, Mejor Novela de Terror (Ganador), International Horror Guild Award, 1996, Mejor Novela (Nominación)

## Posesión
Stephen King publicó al mismo tiempo que Desesperación la novela Posesión, bajo el seudónimo de Richard Bachman. Si bien algunos elementos se mantienen a la trama de Desesperación (el argumento se reduce a la posesión de un ser ancestral, Tak, sobre una persona, la cual da lugar a una matanza). Si bien algunos personajes (Johnny Marinville, Cynthia Smith, Steve Ames) se mantienen como tal, otros personajes se modifican (por ejemplo, Cary Ripton, uno de los trabajadores de Serpiente de Casacabel, es un hombre de edad avanzada en Posesión es el chico que reparte los periódicos; en Desesperación, Ralph y Ellie Carver son los padres de David y Kirsten, en tanto de Posesión es al revés). Otros personajes, manifiestan actitudes distintas, (Steve Ames en Desesperación es lúcido y se encuentra en acción, en cambio en Posesión queda relegado a un segundo plano, anulando sus pensamientos diciendo ante todo: no hay problema), y otros culminan de manera distinta (por ejemplo, Mary Jackson en Desesperación es una de las sobrevivientes al final del libro, en cambio en Posesión es asesinada casi al inicio).
Sin embargo, hay algunas semejanzas entre ambos libros y serían las siguientes:
- Cynthia Smith le dice a Steve Ames: "No me llames nena y yo no le llamaré macho".

- La sonriente cara de un Smiley aparece en dos situaciones distintas: en una bolsa de marihuana y en una camiseta.

- Steve Ames en ambos libros conduce un camión Ryder amarillo.

- Kirsteen Carver lleva una camiseta de MotoKoops 2000. Esta camiseta pertenece a una serie de dibujos animados en la que Seth Garin se centra para destruir Wentworth en Posesión.

- El padre de la familia Carver (sea Ralph o David), en ambos libros trabaja en correos, y Kirsteen Carver, tanto de madre como de hija es apodada por David "Bombón".

- John Marinville en los dos libros es un escritor que pasó su cuarto de hora y gracias a la ayuda de su exesposa Terry, por quien se comunica vía telefónica, se convence de intentar levantar cabeza y volver a escribir. En ambos libros escribió un libro polémico llamado "Placer".

- Marinville, además, en los dos libros tiene una motocicleta Harley Davidson.

- Peter Jackson recientemente había publicado un artículo titulado "James Dickey y la nueva realidad sureña" (un ensayo que había desatado una notable controversia en los círculos académicos).

- Cynthia Smith hace referencias constantes en los dos libros a lo sucedido en El Retrato de Rose Madder.

- Los Carver, en los dos libros viven en la misma dirección.

- En los dos libros se habla de Pneuma, Soma y Sarx.

- Steve Ames en los dos libros lucha contra un tigre/puma y las dos veces le salva la vida John Marinville, disparando en el último momento.

- En una pared del cine ven escrito el siguiente mensaje: "Bebe probeta. Bebe Chuleta, te he visto morder la teta" (Desesperación). Es la misma frase que John Marinville escucha por teléfono cuando intenta llamar a la policía (Posesión).

- Audrey recuerda en los dos libros un poema que hablaba de un barco pintado sobre un mar pintado.

- Cary Ripton es la primera víctima en los dos libros.

- En un libro, cuando explota la mina, se produce una nube con forma de lobo con el morro extrañamente alargado. En el otro libro, al final ven una nube con forma de caballo con el morro extrañamente alargado.